# Szafot

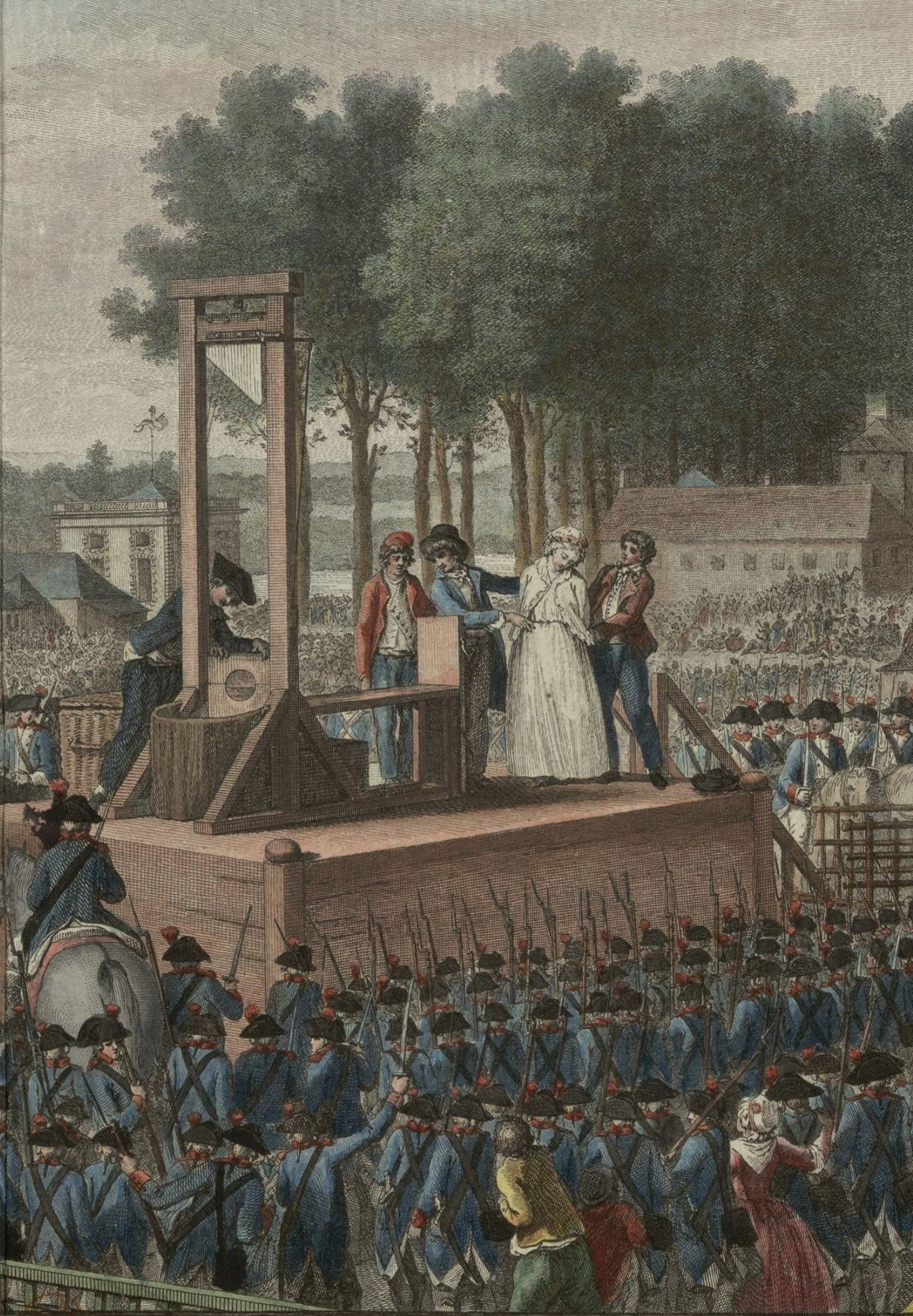
Maria Antonina na szafocie

Szafot (st. fr. échafaud – rusztowanie) –  rodzaj podwyższenia, podium, na którym przez ścięcie mieczem, później toporem, a jeszcze później gilotyną wykonywano publiczne egzekucje.